# Egnatius Proculus
Egnatius Proculus (fl. 219) était un homme politique de l'Empire Romain.

## Vie
Fils de Aulus Egnatius Priscillianus, philosophe, et frère de Lucius Egnatius Victor.
Il était consul suffect dans 219.
Il fut le père de Quintus Egnatius Proculus.